# 龙溪乡 (乐至县)
龙溪乡，是中华人民共和国四川省资阳市乐至县曾经下辖的一个乡。2019年12月，撤销龙溪乡，将其所属行政区域划归回澜镇管辖。

## 行政区划
龙溪乡撤销前下辖以下地区：
花祠堂村、五墩桥村、龚家沟村、灵泉庙村、长生村、龙王庙村、祠善村、西禅村、金山村、水口寺村和何家坝村。